# Born to Be Free
«Born to Be Free» es una canción de la banda de rock japonesa X Japan escrita por Yoshiki y publicada el 6 de noviembre de 2015. Alcanzó la posición número 21 en la lista Billboard Japan Hot 100 y encabezó las listas de rock de iTunes en Francia, Suecia, México, Argentina, Perú, Singapur, Taiwán, Hong Kong, Macao y Japón.

## Lanzamiento
La canción fue grabada en Los Ángeles en el propio estudio de grabación de Yoshiki, antes conocido como Larrabee East, y fue mezclada por Chris Lord-Alge. Se presentó por primera vez el 1 de julio de 2010 en el Club Nokia de Los Ángeles durante el rodaje de su videoclip, que tuvo lugar tras un set acústico de la banda. X Japan la interpretó en directo durante los cinco años siguientes.
La grabación final debutó como una transmisión de audio, limitada a 24 horas, en el sitio web de Metal Hammer el 13 de octubre de 2015. El tráfico web provocó que el sitio se bloqueara varias veces. La canción estuvo disponible para su descarga el 6 de noviembre, marcando su lanzamiento oficial. Se utilizó en un anuncio de televisión para la película Last Knights.
En una entrevista con Metal Hammer el 8 de noviembre de 2017, Yoshiki afirmó que «Born to Be Free» es su canción favorita de X Japan. Dijo: «Esa es la canción que realmente disfruto tocando. Muchas canciones como "X", o "Kurenai", eran muy difíciles de tocar para mí. Son rápidas y pesadas. Así que cuando las toco, las disfruto, pero también sufro al mismo tiempo. Pero "Born To Be Free" me hace muy feliz».

## Créditos
X Japan
- Toshi – voz
- Sugizo – guitarra, violín
- Pata – guitarra
- Heath – bajo
- Yoshiki – batería, piano

Músicos y productores adicionales
- Katie Fitzgerald – voz hablada
- Chris Lord-Alge – mezcla